# نهر لورة (سجاوة)
نَهْرُ لَوْرَة من روافد نهر سجاوة ويسميه الرومان كَرَوْلَة (بالرومانية: ). يخرج عند قرية كَرَسْنَة في أكرانيا فينحدر جنوبا حتى يَنْصَبَّ في نهر سجاوة داخل رومانيا. وطوله من مخرجه إلى مصبه 6 كيلومترات ونصف.